# François Francœur

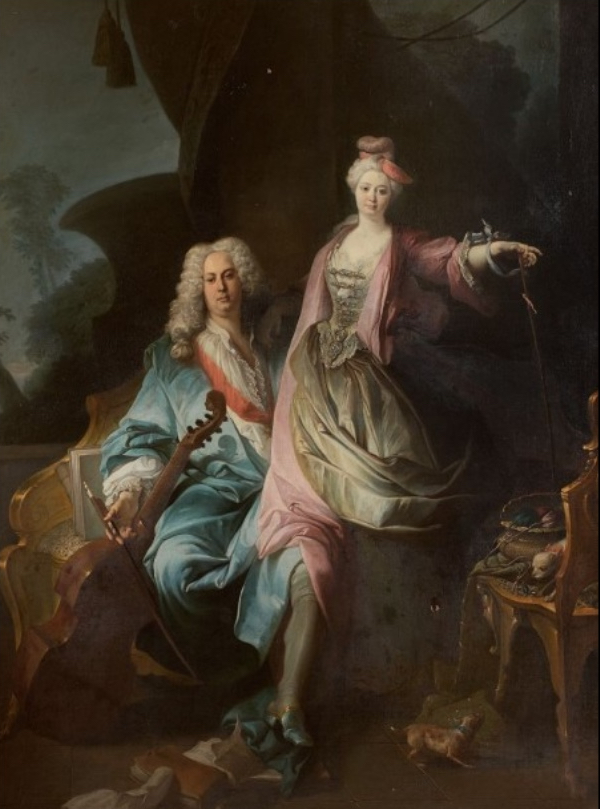
François Francoeur

François Francœur (* 21. September 1698 in Paris; † 5. August 1787 in Paris) war ein französischer Violinist und Komponist.

## Leben
Francœurs Vater, Joseph Francœur, war Kontrabassist (Basse de violon) bei den Vingt-quatre Violons du Roy und der Pariser Opéra. Sein älterer Bruder war der Geiger und Komponist Louis Francœur (1692–1745, „l’aîné“, „der Ältere“), von dem er in der Öffentlichkeit durch den Zusatz „le cadet“ („der Jüngere“) unterschieden wurde. Er erhielt seine musikalische Ausbildung durch den Vater. Bereits mit 15 Jahren wurde er Violinist im grand chœur (im Tutti) des Orchesters der Académie royale de musique (Pariser Oper). Hier lernte er François Rebel kennen, mit dem er in lebenslanger Freundschaft und Zusammenarbeit verbunden blieb. 1723 reisten beide gemeinsam nach Wien und Prag. Dort begegneten sie Johann Joseph Fux, Antonio Caldara, Giuseppe Tartini und Johann Joachim Quantz und lernten deren Musik kennen. 1726 traten sie in den Concert Spirituel auf. Hierzu bemerkte der Mercure de France: „Le Mercredy, les sieurs Rebel et Francœur, de l'Académie Royale de Musique, joüèrent une symphonie à deux violons qui fit beaucoup de plaisir“ („Am Mittwoch spielten die Herren Rebel und Francœur von der Académie Royale de Musique eine Symphonie für zwei Violinen, die viel Vergnügen hervorrief.“).
Die kompositorische Zusammenarbeit mit Rebel begann 1726 mit der Oper Pyrame et Thisbé und endete erst 1775 mit dem Tod Rebels. In den mehr als zwanzig gemeinsamen Projekten war die Zusammenarbeit der beiden so eng, dass ihre Arbeitsanteile nicht mehr voneinander unterschieden werden können. 1727 wurde Francœur compositeur de la chambre du roi (Hofkomponist) und 1729 Ritter des königlichen Ordens Notre-Dame du Mont-Carmel. Am 15. November 1730 wurde er als Nachfolger von Jean-Baptiste Senaillé in die Vingt-quatre Violons du Roy aufgenommen, wie schon vorher (1710) sein Bruder Louis.
1730 heiratete er Elisabeth-Adrienne Le Roy, die Tochter der berühmten Schauspielerin Adrienne Lecouvreur. Trauzeuge und Pate der Tochter des Ehepaars war der Marquis René de Brassac (1699–1771), selbst Komponist von zwei Opern und einer Kantatensammlung. Die Ehe war nicht glücklich; sie wurde 1746 nach einem Gerichtsverfahren geschieden. Francœurs Ansehen in der Öffentlichkeit wurde getrübt durch seine Verwicklung in den Skandal um die Sängerin Marie Pélissier, die nach einem Prozess gegen ihren ehemaligen Geliebten Du Lys (oder  Dulys) 1734 Paris verlassen musste.
1739 wurde Francœur maître de musique an der Oper, 1743 gemeinsam mit Rebel inspecteur adjoint de l’Opéra (beigeordneter Inspektor) und ab Februar 1744 in Nachfolge von François Colin de Blamont Oberintendant der königlichen Kammermusik.
Am 1. April 1757 trat Francœur gemeinsam mit Rebel die Leitung der Opéra an. Der Vertrag lief über 30 Jahre, aber bereits am 1. April 1767 legten die beiden ihr Amt nieder. Die vielfältigen Schwierigkeiten, denen sie gegenüberstanden – mangelhafte Disziplin des Personals, ein großes Defizit – fand seinen Höhepunkt im Brand des Opernhauses am 6. April 1763. In diese Zeit fiel der Buffonistenstreit, in dem Francœur die Partei Jean-Philippe Rameaus und des coin du roi ergriff, die die französische Oper gegen die Angriffe Jean-Jacques Rousseaus und seine Versuche, die Überlegenheit der italienischen Oper zu beweisen, verteidigten.

## Werke
Francœur schuf neben Festsinfonien und Violinsonaten 18 Bühnenwerke, letztere größtenteils in Zusammenarbeit mit Rebel.
- Premier Livre de sonates à violon seul et basse continue (1720)
- Deuxième Livre de sonates à violon seul et basse continue (1730)
- Symphonies pour le Festin Royal du Comte d'Artois (1773)
- La Symphonie du Marais
- Pyrame et Thisbé, tragédie lyrique (1726)
- Scanderberg, tragédie lyrique (1735)
- Zélindor, Roi des Silphes (1745)
- Le Prince de Noisy, heldenhaftes Ballett in 3 Akten mit François Rebel, Buch von Charles-Antoine Leclerc de La Bruère, Versailles, 13. März 1749

Unechte Werke
- Fritz Kreisler veröffentlichte unter dem Namen Francœurs eine Komposition Sicilienne und Rigaudon, die allerdings eine eigene Komposition ist.
- Unter François Francœurs Namen wird oft eine Sonate in E-dur für Violoncello mit Klavierbegleitung gespielt. Das Original dieses Stücks stammt allerdings nicht von François, sondern ist die 4. Sonate aus dem II. Buch von Sonaten für Violine und Basso continuo (1726?) des Bruders Louis Francœur[2]. Der erste Herausgeber des Stücks im 19. Jahrhundert, Jean-Delphin Alard, besorgte eine weitgehend urtextgerechte Ausgabe mit ausgesetztem Basso continuo. Auf dem Titelblatt der Erstausgabe fand er aber nur den zeitüblichen Komponistennamen „M.r Francœur le Fils aisné“ („Herr Francœur der ältere Sohn“), den Alard wegen des fehlenden Vornamens dem einzigen damals schon bekannten Francœur zuordnete. In der von  dieser Ausgabe abgeleiteten Celloversion ist der zweite Satz, die Courante, durch ein virtuoses „Allegro vivo“ ersetzt, das von keinem der Brüder Francœur stammt und vermutlich eine Fälschung ist.